# Burg Girsberg
Die Burg Girsberg (auch Giersberg, französisch Château du Girsberg) ist die Ruine einer Spornburg auf dem Gebiet der französischen Gemeinde Ribeauvillé (deutsch: Rappoltsweiler) im Elsass. 1288 erstmals in Urkunden erwähnt, erhielt die kleine Burg ihren heutigen Namen von ihren Besitzern im 14. und 15. Jahrhundert: den Herren von Girsberg.
Im ersten Viertel des 15. Jahrhunderts bei einer Fehde von den Herren von Rappoltstein belagert und eingenommen, wurde sie zu Beginn des 16. Jahrhunderts verlassen und dem Verfall preisgegeben.
Die Ruine steht ebenso wie die beiden benachbarten Burgen Hohrappoltstein und Ulrichsburg seit dem 1. Oktober 1841 als klassifiziertes Monument historique unter Denkmalschutz.

## Namensvarianten
Seit ihrer ersten urkundlichen Erwähnung 1288 als „castrum quod dictur der Stein“ wurde die Burganlage im Laufe der Jahrhunderte sehr unterschiedlich bezeichnet. 1316 erscheint sie erneut als „der Stein“. In der zweiten Hälfte des 14. Jahrhunderts hat sich aber bereits die Umbenennung nach den damaligen Lehnsnehmern, den Herren von Girsberg, vollzogen, denn 1379 wird sie erstmals als „Gyrsberg“ erwähnt, das auch in den Schreibweisen „Giersberg“, „Girsperg“ und „Guirsberg“ erscheint. 1458 wird die Burganlage auch mit „Klein-Rappoltstein“ betitelt. Weitere Bezeichnungen, die im Laufe der Zeit für die Burg Girsberg benutzt wurden, sind „Burg Stein“ und „Burg Geyersberg“.

## Beschreibung

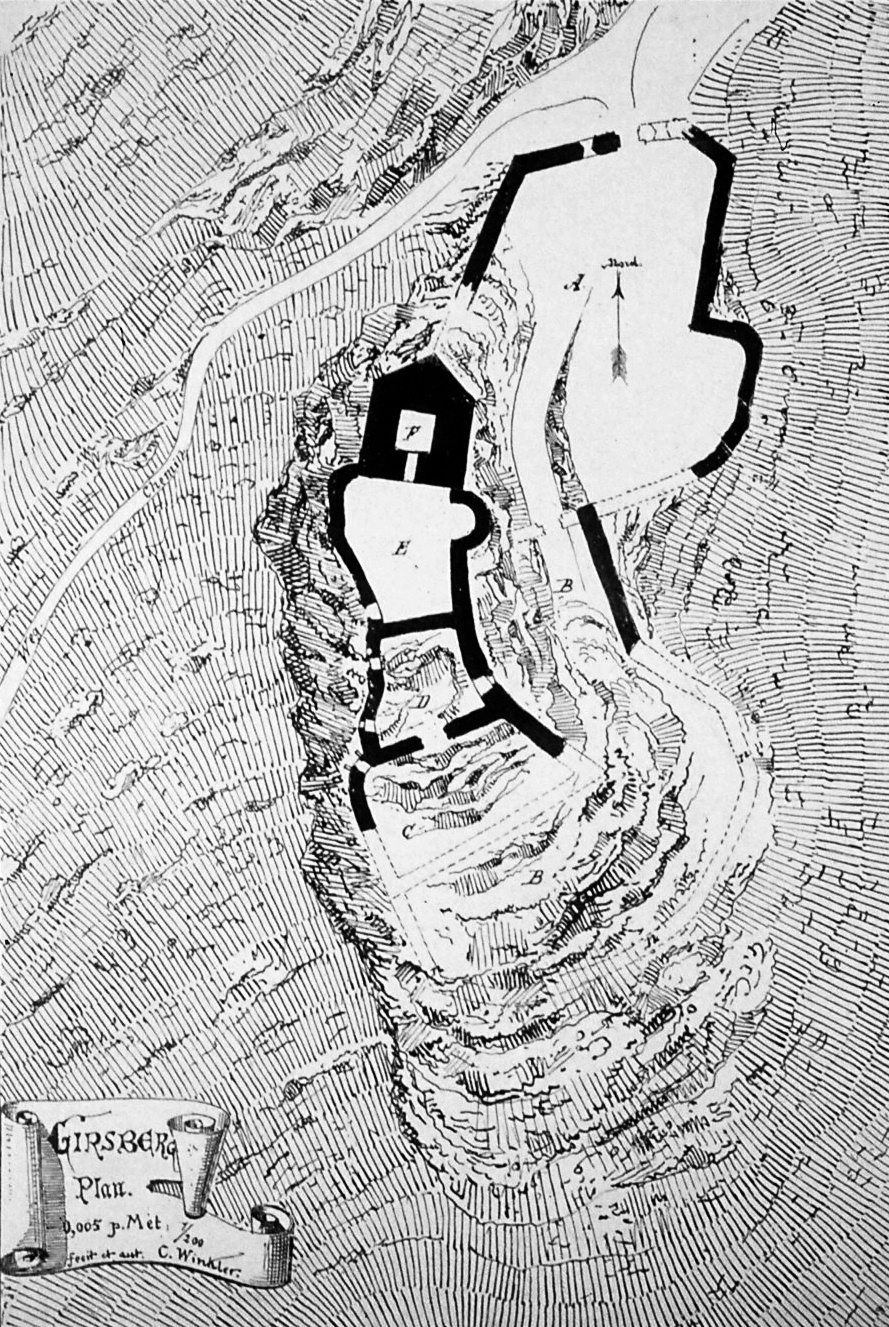
Grundriss der Burgruine

Die Burg thront in 528 Meter Höhe über NN auf einem 60 Meter langen Plateau eines bis zu 20 Meter senkrecht aufragenden Granitfelsens, der auf seiner Südseite treppenartig abfällt. Sie steht somit zwischen den in Sichtweite liegenden Anlagen Hohrappoltstein und Ulrichsburg und ist die kleinste der drei Rappoltsweiler Burgen.
Die Ruine besteht aus den Resten der einstigen Kernburg sowie der südöstlich davon etwas tiefer gelegenen Vorburg. Als Baustoffe kamen hauptsächlich roter und grauer Sandstein zum Einsatz. Von der Vorburg sind noch Teile der ein Meter dicken Ringmauer aus Buckelquadern und das spätgotische Burgtor erhalten.
Der Kernburgbereich wird von den markanten Resten des fünfeckigen Bergfrieds dominiert. Als Baumaterial für seine Mauern wurden Bossenquader aus Granit verwendet, die direkt aus dem Burgfelsen gewonnen wurden. Das Erdgeschoss des 5,30 Meter breiten Turms ist raumlos. Darüber befindet sich eine fensterlose Kammer mit einem Hocheingang in fünf Meter Höhe, die von einer spätmittelalterlichen Wehrplatte abgeschlossen wird.
Südlich des Bergfrieds stehen die Reste des einstigen Wohnbaus aus Bruchsteinen. Von ihm ist besonders gut die südliche Giebelwand erhalten, während seine Ostwand durch einen halbrunden Turm verstärkt war. Im unteren Teil der westlichen Mauer ist noch die Rundbogenpforte eines Aborterkers und eine darüber liegende, rundbogige Nische erhalten.

## Geschichte
Die Entstehungszeit der ersten Burganlage ist nicht genau datierbar. Die aus dieser Bauphase noch erhaltenen architektonischen Merkmale deuten auf eine Errichtung in der ersten Hälfte des 13. Jahrhunderts hin. Demnach erbaute wohl ein Zweig der Herren von Rappoltstein die Burg als Wohnsitz. Infolge eines Blitzeinschlags am 10. Juli 1288 brannte ein Großteil der damaligen Burg ab, wurde jedoch anschließend wieder aufgebaut. Nachdem sie 1298 durch Erbteilung an Anselm II. von Rappoltstein gekommen war, tauschte dieser sie 1304 unter anderem gegen den Stammsitz der Herren von Girsberg nahe Soultzbach-les-Bains im Münstertal. Die Rappoltsteiner behielten als Lehnsherren jedoch sowohl das Vorkaufs- als auch das Öffnungsrecht für den Stein.
Die Girsberger erneuerten die Burg, die fortan nach ihnen benannt wurde. Ihre Herrschaft endete am 11. Juni 1422, als Hans Wilhelm von Girsberg mit Maximin I. Smassmann von Rappoltstein in Fehde lag. Der Rappoltsteiner belagerte sie gemeinsam mit dem Grafen Hans von Lupfen, konnte sie einnehmen und steckte die Anlage in Brand. Hans Wilhelm von Girsberg wurde dabei erschossen. Da er kinderlos war, fiel Burg Girsberg als erledigtes Lehen zurück an die Herren von Rappoltstein, die sie ab 1458 durch einen Burgvogt verwalten ließen.

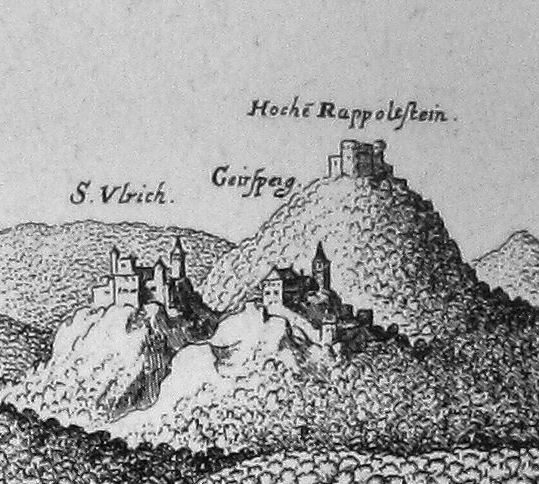
Ein 1644 veröffentlichter Stich aus Matthäus Merians Topographia Alsatiae zeigt die drei Burgen von Rappoltsweiler mit der Burg Girsberg in der Mitte.

Während des 15. Jahrhunderts fand ein umfassender Neubau statt, bei dem die Kernburg vergrößert wurde. Neben der Erhöhung des Bergfrieds ließen die Rappoltsteiner in dieser Zeit wahrscheinlich auch den romanischen Wohnbau aufstocken. Sein oberstes Geschoss datiert in die zweite Hälfte des 15. Jahrhunderts.
Zu Beginn des 16. Jahrhunderts war die Burg noch bewohnt, wurde dann aber verlassen, sodass anschließend ein allmählicher Verfall einsetzte. Ein 1644 veröffentlichter Kupferstich Matthäus Merians zeigt die Anlage jedoch noch mit intakten Dächern.
In den 1990er-Jahren fanden Restaurierungsmaßnahmen zur Sicherung der noch erhaltenen Bausubstanz statt.

## Sage
Zwei Rappoltsteiner Brüder, die Herren der Burg Girsberg und der Ulrichsburg, waren früh morgens zur Jagd verabredet. Am Abend zuvor hatten sie vereinbart, dass derjenige, der zuerst erwachen würde, den anderen durch einen Bolzenschuss an dessen Fensterladen wecken würde. Am Jagdmorgen wähnte sich der Besitzer der Ulrichsburg als derjenige, der zuerst erwacht war, und machte sich am Fenster bereit, einen Schuss mit seiner Armbrust gen Girsberg zu feuern. Doch just in dem Moment, in dem er seinen eigenen Fensterladen öffnete, um freie Schussbahn zu haben, schwirrte der Bolzen seines noch früher aufgestandenen Bruders heran und durchbohrte ihm das Herz.